# Icmadophilaceae
Icmadophilaceae is een botanische naam voor een familie van korstmossen behorend tot de orde Pertusariales. Het typegeslacht is Icmadophila.

## Geslachten
De familie bestaat uit de volgende zes geslachten:
- Dibaeis
- Icmadophila
- Pseudobaeomyces
- Siphula
- Siphulella
- Thamnolia